# Jakub Większy Apostoł
Jakub Większy, Apostoł, Jakub Pielgrzym lub Jakub z Compostelli, cs. Apostoł Iakow Ziewiediejew (zm. 43 lub 44) – jeden z 12 apostołów Jezusa Chrystusa, zwany Większym (dla odróżnienia od Jakuba Mniejszego (Młodszego) Apostoła), syn Zebedeusza i Salome, brat Jana Ewangelisty (Jana Teologa), męczennik, święty Kościoła rzymskokatolickiego, starokatolickiego, anglikańskiego, ewangelickiego, ormiańskiego, koptyjskiego i prawosławnego. Święty ten wymieniany jest w Modlitwie Eucharystycznej (Communicantes) Kanonu rzymskiego.

## Życiorys

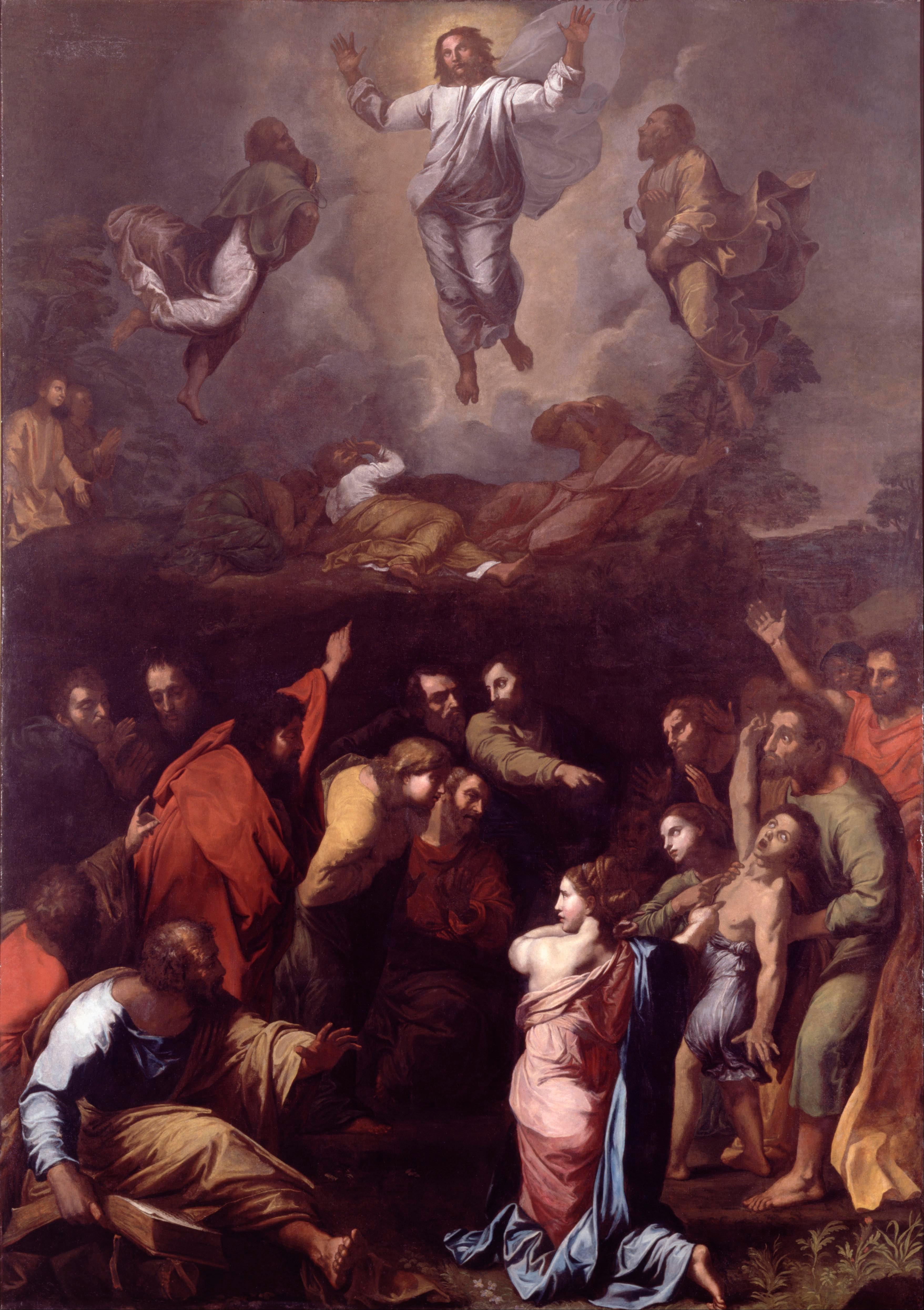
Jakub uczestniczył w Przemienieniu Pańskim, obraz Rafaela

Jakub zwany Większym był synem Zebedeusza i Salome.
Jego młodszym bratem był św. Jan Ewangelista (Mk 1,19). Obaj byli rybakami mieszkającymi nad Jeziorem Galilejskim. Jan Ewangelista podaje, że byli wspólnikami św. Piotra Apostoła. Ich matka, Salome, należała do grona niewiast, które w niektórych okresach publicznej działalności Jezusa towarzyszyły Mu i usługiwały (Mk 15,40).
Wraz z Piotrem i Janem, Jakub był jednym z pierwszych uczniów Pana Jezusa i należał do grupy Apostołów najbliższych Jezusowi. Wybrany na apostoła, stał niemal zawsze na ich czele. Można powiedzieć, że należał do uprzywilejowanej grupy uczniów Pana Jezusa, którzy byli świadkami wskrzeszenia córki Jaira, przemienienia na Górze Tabor oraz modlitwy w Ogrodzie Oliwnym (Getsemane). Był także świadkiem drugiego cudownego połowu ryb, o którym mówi św. Jan w swojej Ewangelii.
Ta uprzywilejowana bliskość zapewne pozwoliła mu na wypowiedzenie propozycji, która ujawniła jego temperament. Otóż, gdy przechodzili przez Samarię, Jakub chciał, aby Jezus sprawił, by piorun spalił niegościnne miasto (Łk 9,54). W drodze do Jerozolimy nalegał na swoją matkę lub ją nakłonił, by dla niego i jego brata Jana, uzyskała od Pana Jezusa pierwsze miejsce w królestwie mesjańskim dla ich obojga (Mt 20,20-28). Kiedy Jezus zapowiedział zniszczenie świątyni, chciał bezzwłocznie dowiedzieć się, w jakim czasie to wydarzenie dokładnie nastąpi. Żywe jego usposobienie sprawiło, że został nazwany „synem gromu” (Mk 3, 17).
Tradycja podaje, że św. Jakub Większy po Zesłaniu Ducha Świętego udał się do Hiszpanii, żeby tam głosić Dobrą Nowinę. Z tego też zapewne powodu jest on szczególnie czczony właśnie w Hiszpanii i w Portugalii – jest pierwszym patronem tych krajów. Następnie, po niewielkich osiągnięciach misyjnych na tamtejszych terenach, wrócił do Judei i w Kościele czasów apostolskich był jednym z przywódców wspólnoty w Jerozolimie i chrześcijan w Judei.

## Śmierć męczeńska

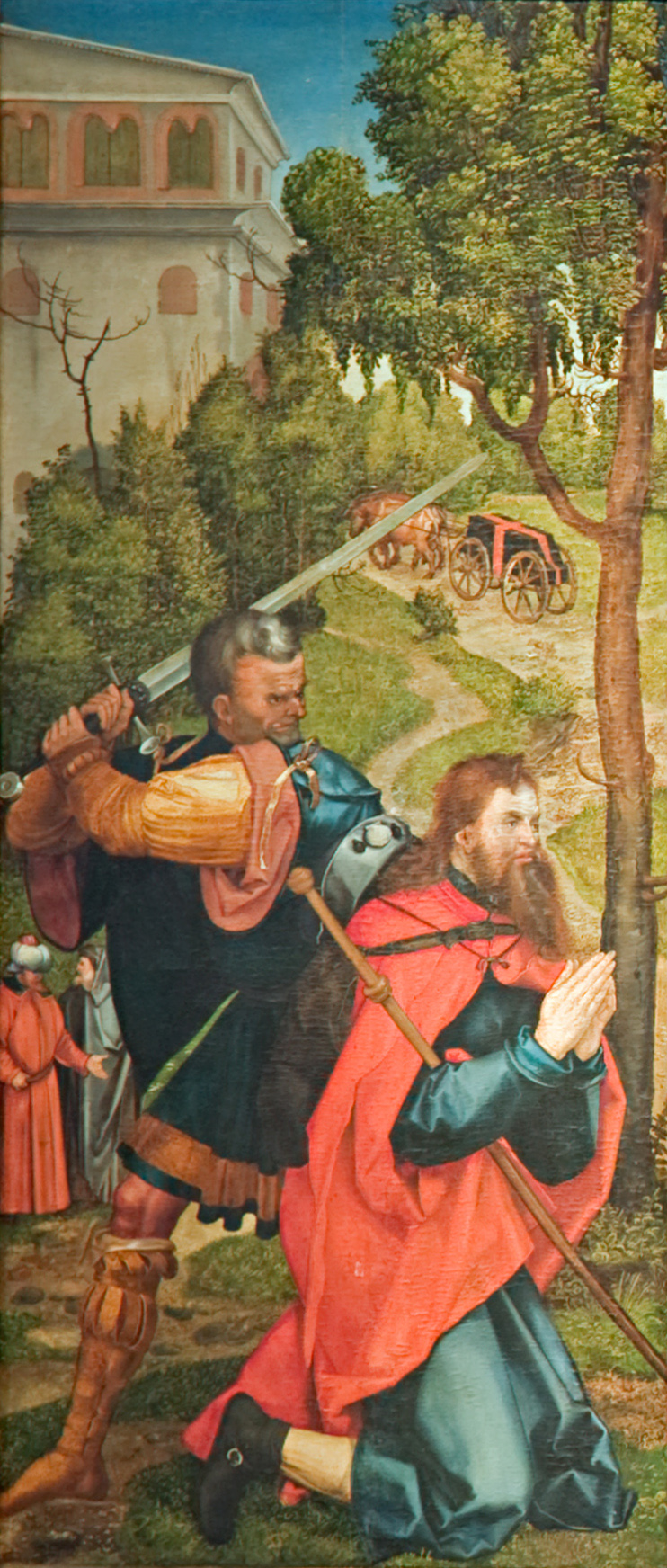
Ścięcie św. Jakuba, obraz Albrechta Dürera

Dzieje Apostolskie wspominają o św. Jakubie dwa razy: kiedy wymieniają go na liście Apostołów (Dz 1, 13) oraz przy wzmiance o jego męczeńskiej śmierci (Dz 12, 1-2).
Św. Jakub Starszy miał nawrócić w Jerozolimie na chrześcijaństwo czarnoksiężnika Hermogenesa, a następnie został wydany przez żydowskiego arcykapłana królowi Herodowi Agryppie, wnukowi Heroda Wielkiego, który nakazał go ściąć. Miało to miejsce podczas pierwszego prześladowania chrześcijan. Tradycja utrzymuje, że Apostoł przed śmiercią ucałował swego kata, który wzruszony taką postawą, nawrócił się na wiarę chrześcijańską i również zginął jako męczennik.
Apostoł Jakub zginął jako pierwszy z dwunastu apostołów. Chrześcijanie wierzą, że jego szczątki przeniesiono w VII wieku z Jerozolimy do Santiago de Compostela.

## Legendy
Legenda mówi, że ciało Jakuba dotarło w cudowny sposób do Hiszpanii, w łodzi bez wioseł. Położone na kamieniu roztopiło się, tworząc sarkofag. Następnie dzikie, ale zachowujące się łagodnie byki zaciągnęły sarkofag do zamku pewnej pogańskiej królowej, która widząc ten cud, nawróciła się na chrześcijaństwo i pochowała ciało św. Jakuba Starszego w swoim zamku. Św. Jakub miał wskazać we śnie Karolowi Wielkiemu drogę do swojego grobu. Według legendy, św. Jakub Starszy w bitwie pod Clavijo (844 r.) pojawił się na białym koniu i zmusił Maurów do ucieczki. Stąd przedstawiany jest jako walczący z Maurami, ale też jako apostoł i pielgrzym. Dlatego pielgrzymi zmierzający do Santiago de Compostela przebywają drogę z laską pielgrzymią z zawieszoną muszlą, a czasami także z krzyżem, zwanym krzyżem św. Jakuba, i wstęgą wskazującą na prowincję, skąd pochodzą.
W cyklach z przedstawieniami z życia św. Jakuba Starszego jest często ukazywana pewna XII-wieczna legenda. Z Niemiec do Hiszpanii pielgrzymowali rodzice ze swoim synem, niesłusznie oskarżonym przez gospodarza o kradzież srebrnego kielicha, który ukryto w torbie innego pielgrzyma. Syna pielgrzymów posądzonego o kradzież powieszono. Rodzice jednak dotarli do Santiago de Compostela, gdzie modlili się do św. Jakuba. W drodze powrotnej zobaczyli swego syna żywego, wiszącego na szubienicy, lecz podtrzymywanego przez św. Jakuba. Udali się do sędziego i opowiedzieli mu o tym cudzie. Sędzia stwierdził, że ich syn jest tak samo żywy, jak piekące się właśnie kury. Na te słowa kury ożyły i uciekły.

## Kult w Polsce

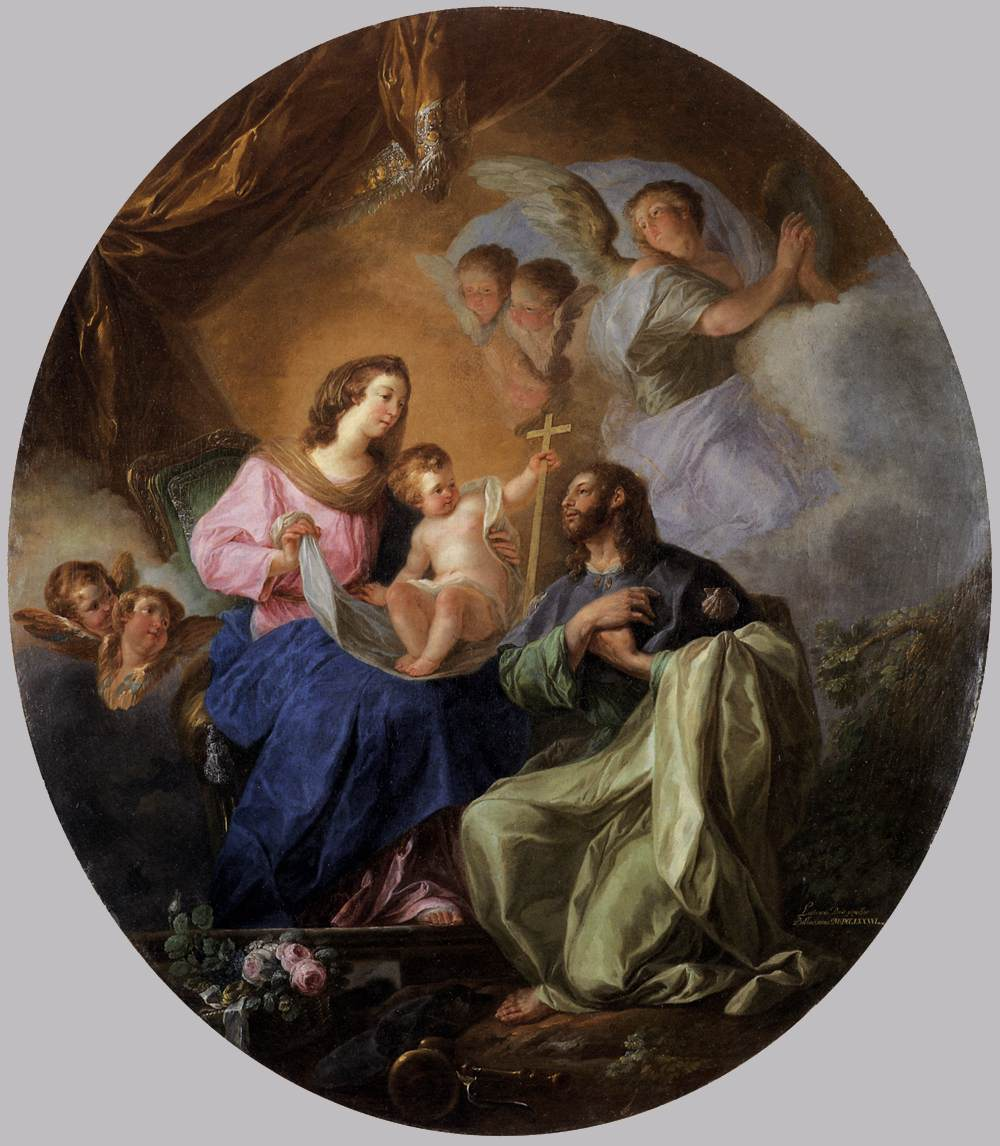
Święty Jakub Apostoł adoruje Najświętszą Maryję Pannę

Kult św. Jakuba wprowadzili, za czasów panowania Kazimierza Odnowiciela, benedyktyni pochodzący z Leodium (obecnie Liège ). W XI wieku było 15 kościołów pod jego wezwaniem. Wezwanie to przypisane jest do najstarszych kościołów diecezji kieleckiej. Według Jana Łaskiego było w diecezji gnieźnieńskiej 28 kościołów pod wezwaniem św. Jakuba. W XVI wieku, w Krakowie, na Kazimierzu, była szkoła św. Jakuba.
W diecezji krakowskiej w XV wieku było 28 kościołów, najstarsze pochodzą z XI-XII, większość z XIII wieku. Najstarsze wizerunki św. Jakuba pochodzą z XV wieku. W 2008 roku były 164 kościoły i kaplice pod wezwaniem św. Jakuba. Wizerunków Świętego zanotowanych w Katalogach Zabytków jest ok. 120.
W czerwcu 2004 w Jakubowie powstało Bractwo św. Jakuba Starszego Apostoła, obecnie funkcjonujące jako ogólnopolskie stowarzyszenie mające siedem oddziałów. W lipcu 2005 odtworzono ono Dolnośląską Drogę św. Jakuba, z Jakubowa do Zgorzelca. Był to pierwszy w Polsce fragment Camino de Santiago, czyli europejskiej sieci szlaków pielgrzymich prowadzących do grobu św. Jakuba w Santiago de Compostela.
W czerwcu 2007 biskup zielonogórsko-gorzowski Adam Dyczkowski ustanowił w Jakubowie pierwsze w Polsce sanktuarium św. Jakuba Starszego.

## Patronat

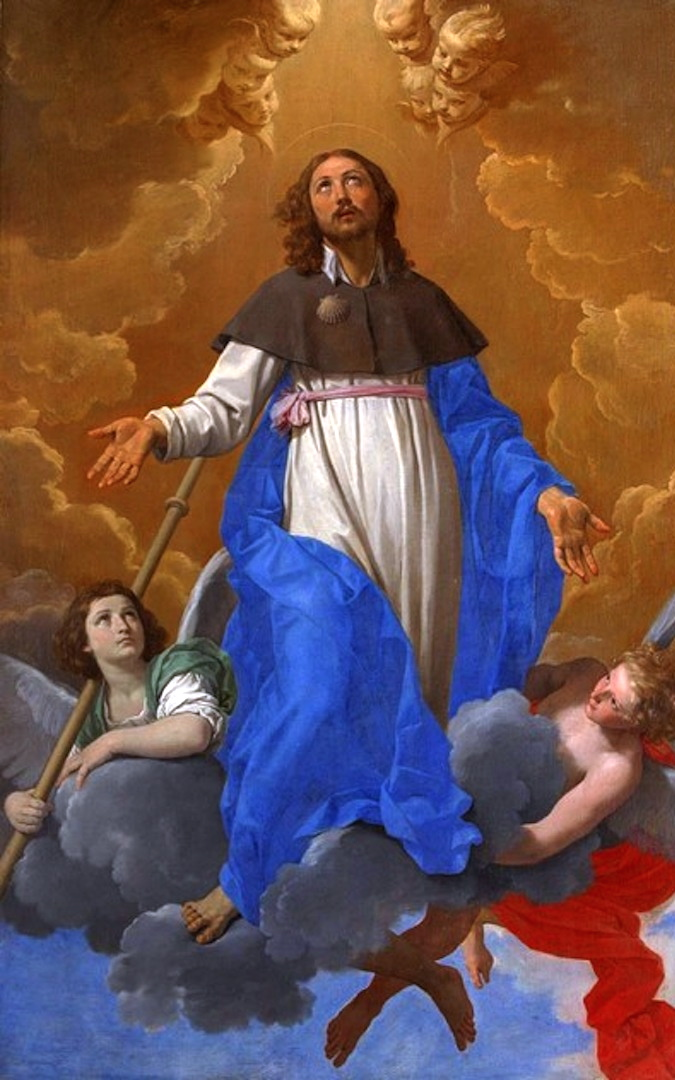
Święty Jakub w chwale

W Kościele Zachodu Jakub Starszy jest patronem Hiszpanii i Portugalii, oraz walk z islamem, zakonów rycerskich, opiekunem pielgrzymów. Na Wschodzie patronuje rybakom, którzy zanoszą do niego modlitwy o obfite połowy i szczęśliwe wiatry. Jest również patronem aptekarzy, dekarzy, drogistów, pielgrzymów, robotników, żebraków; dawniej patron woskowników, wojowników, kapeluszników.
W Polsce
W Polsce jest patronem i współpatronem wielu kościołów, m.in. bazyliki archidiecezjalnej w Szczecinie, bazyliki konkatedralnej w Olsztynie, kościoła św. Jakuba w Toruniu i sanktuarium św. Jakuba Apostoła w Jakubowie.

## Dzień obchodów

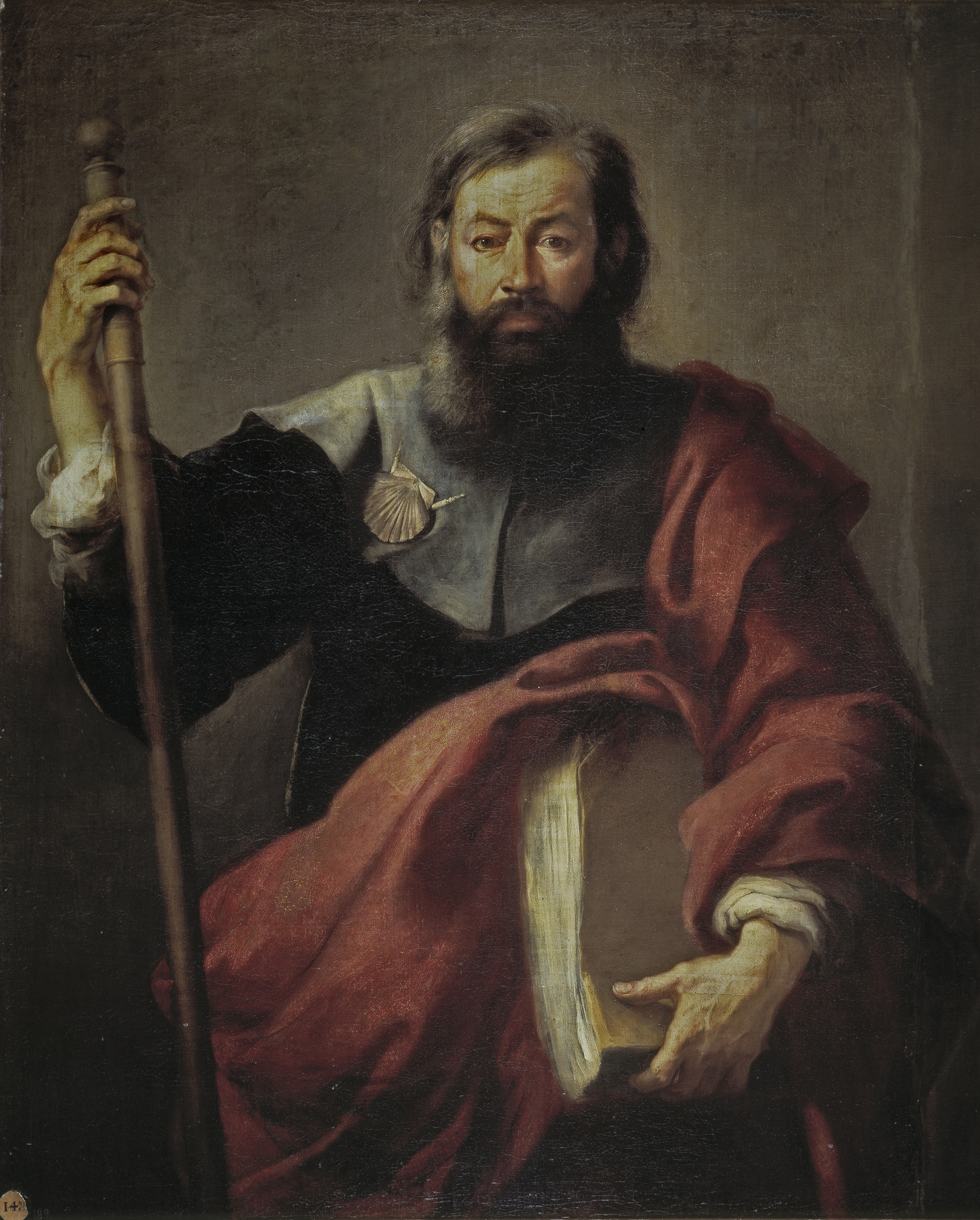

W Kościele katolickim, anglikańskim i ewangelickim jego święto liturgiczne obchodzone jest 25 lipca.

Przeniesienie relikwii wspominane jest 30 grudnia, natomiast przeniesienie głowy do klasztoru St. Waast – 3 stycznia.
Cerkiew prawosławna wspomina apostoła Jakuba dwukrotnie:
- 30 kwietnia/13 maja[5], tj. 13 maja według kalendarza gregoriańskiego,
- 30 czerwca/13 lipca, tj. 13 lipca (Sobór dwunastu apostołów).

## Relikwie

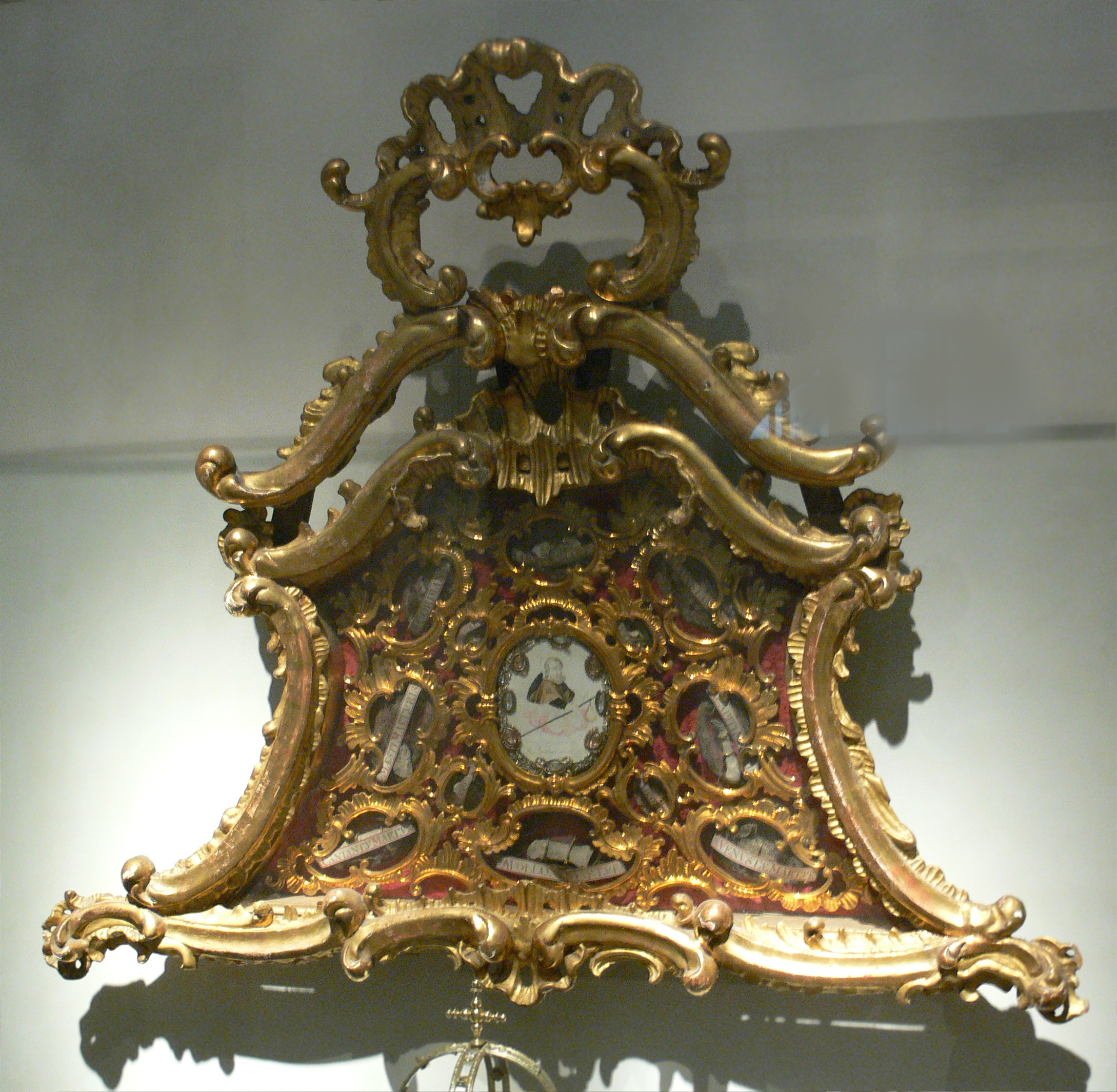
Relikwiarz z relikwiami świętego

Według tradycji, niemającej naukowego potwierdzenia, gdy w VII wieku Palestynę opanowali Arabowie, relikwie św. Jakuba przeniesiono z Jerozolimy do Composteli w Hiszpanii, gdzie w ich obecności doszło do wielu cudownych uzdrowień. Tam też, w katedrze pod swoim wezwaniem, znajdują się do chwili obecnej.
Pielgrzymki do grobu apostoła były w średniowieczu wielką manifestacją uczuć religijnych. Dzięki nim Hiszpanię zaczęto nazywać „krajem św. Jakuba”.

## Ikonografia

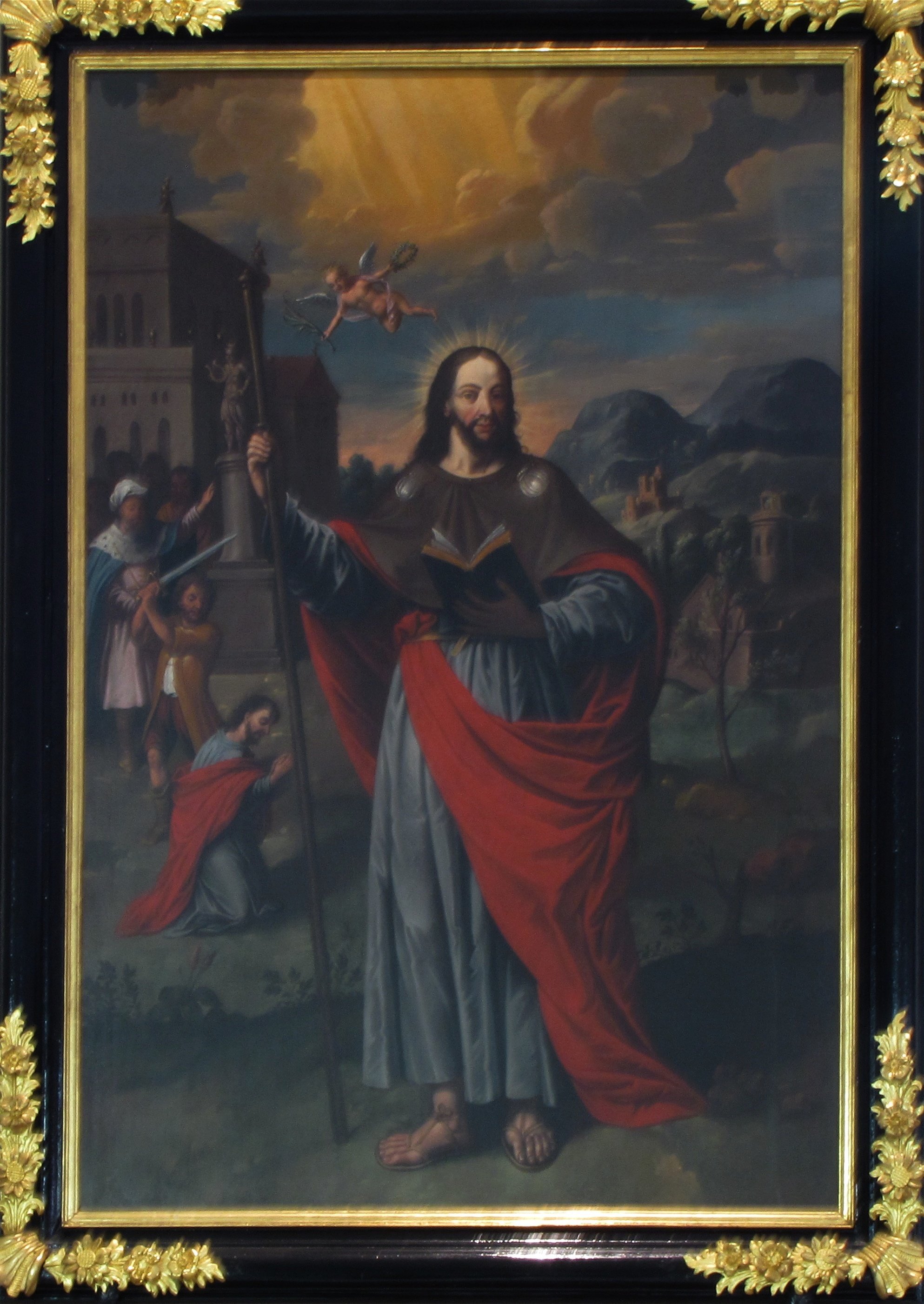
Tradycyjne przedstawienie świętego

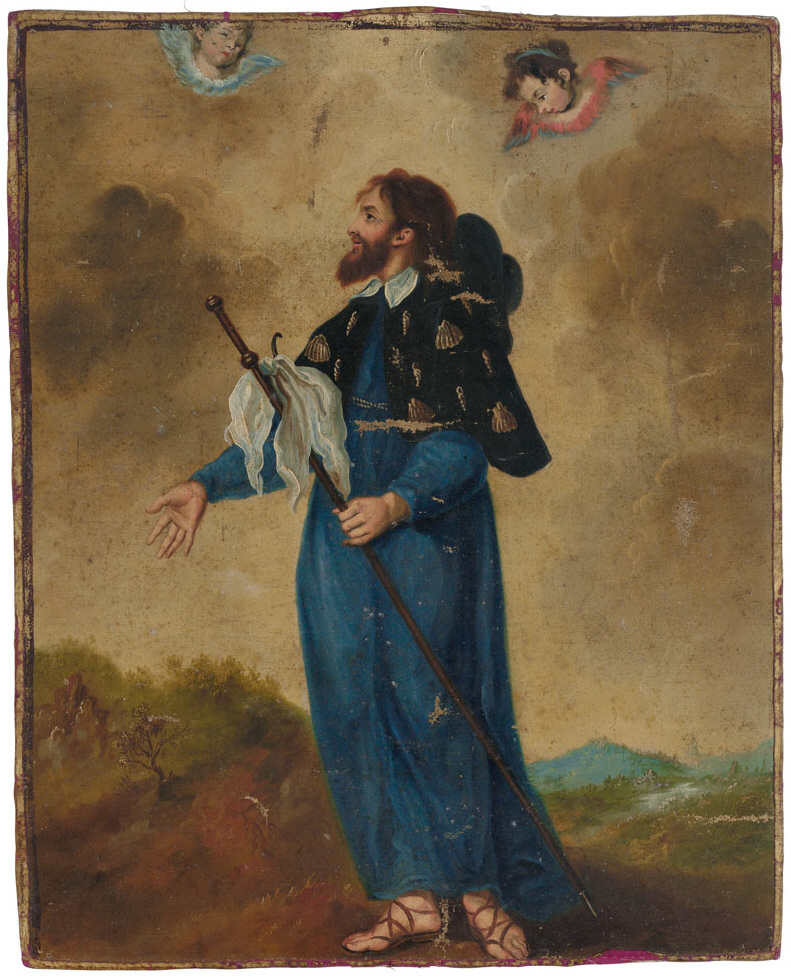
Święty Jakub jako pielgrzym

W ikonografii Zachodu św. Jakub przedstawiany jest jako starzec o silnej budowie ciała w długiej tunice i w płaszczu lub pielgrzym w miękkim kapeluszu z szerokim rondem.
Jego atrybutami są: bukłak, kij pielgrzyma, księga, miecz, muszla, torba, turban turecki, zwój.
Na Wschodzie apostoł najczęściej przedstawiany jest na ikonach z księgą lub zwojem. Jest mężczyzną w średnim wieku, z ciemną, niedługą brodą. Odziany w typowe dla apostołów szaty i sandały. Poza scenami, na których obecni są inni spośród dwunastu apostołów, Jakub obecny jest na ikonach Przemienienia Pańskiego, gdzie klęczy lub leży u stóp Chrystusa oraz w scenie wskrzeszenia córki Jaira.

## Heraldyka
Wizerunek Jakuba Większego Apostoła, jak i sam krzyż, występuje również w wielu herbach miast.

Krzyż św. Jakuba – wersja 1
Krzyż św. Jakuba – wersja 2